# Welberg
Welberg est un village situé dans la commune néerlandaise de Steenbergen, dans la province du Brabant-Septentrional. Le 31 décembre 2007, le village comptait 1 118 habitants.